# 야마기와 가쓰사부로
야마기와 가쓰사부로(일본어: 山極 勝三郎, 1863년 2월 23일 ~ 1930년 3월 2일)는 일본의 병리학자이다. 암의 원인에 대한 선구적인 연구를 수행한 병리학자로 화학적 발암을 최초로 입증한 사람이다.

## 생애
1863년 2월 23일에 시나노국 우에다성을 관할하던 우에다번(현재의 나가노현 우에다시)의 봉건 가신인 야마모토 마사쓰네의 셋째 아들로 태어났다. 나중에 도쿄 가쓰야의 의사였던 야마기와 요시야의 양자가 되면서 야마기와라는 성씨를 받았고 의사가 되기 위해 독일어를 배우게 된다. 1880년에 도쿄 대학 예비문 과정에 입학했고 1885년에 도쿄 대학 의학부(나중에 도쿄 제국 대학 의학부로 이름을 바꿈)에 입학하면서 2위로 졸업했다. 1891년에는 도쿄 제국 대학 의학부 조교수로 임용되었다.
1892년부터 독일로 유학하면서 로베르트 코흐, 루돌프 피르호의 가르침을 받았고 나중에 일본으로 돌아가게 된다. 1895년부터 도쿄 제국 대학 의학부에서 병리해부학 전문 교수로 재직했고 1895년에는 의학 서적인 《병리총론강의》(病理總論講義)를 집필했다. 그는 일본 의학계에서 암 연구의 제1인자로 여겨졌다. 특히 1907년에는 종양학 연구를 다루는 동료 평가 영어 의학 저널인 《캔서 사이언스》(Cancer Science)를 최초로 발간했고 1908년에는 동료 의사들과 함께 일본 암 연구회를 설립했다.
1899년에는 폐결핵으로 인해 요양 생활을 하면서도 연구를 계속했다. 1915년에는 세계 최초로 화학 물질에 의한 인공암 발생에 성공했고 1919년에는 동료 의사였던 이치카와 고이치와 함께 암 연구에 관한 공로를 인정받아 제국학사원상(현재의 일본 학사원상)을 수상하게 된다. 1923년에 도쿄 제국 대학에서 정년 퇴직했고 1928년에는 독일에서 노르트호프 융상을 수상했다. 1930년 3월 2일에 도쿄에서 폐렴으로 인해 향년 67세를 일기로 사망했으며 유해는 도쿄에 위치한 야나카 령원에 안장되었다.
그는 인공암 연구 이전에 위암 발생 및 간세포암에 대한 연구를 수행했었다. 그래서 그는 환경이 암세포를 만든다며 특정 암을 유발하는 세포가 있는 것은 아니라고 말한다.
당시 암의 발생 원인은 불분명했고 주된 설에 "자극설", "소인설" 등이 존재하고 있었다. 야마기타는 굴뚝 청소부들에게서 피부암 발생이 많은 것에 착안해 자극설을 채택하고 실험을 시작한다. 그 실험은 오로지 토끼의 귀에 콜타르를 계속 칠한다는 꾸준한 방식이었는데 야마기와는 동료 의사였던 이치카와 고이치와 함께 실로 3년 이상에 걸쳐 반복 실험을 실시했고 1915년에는 마침내 인공암의 발생에 성공하게 된다.
이는 콜타르를 다루는 장인의 손, 얼굴, 머리 등에 암이 생길 수 있다는 알려진 임상학적 사실에 근거한 것으로 이미 많은 학자들이 실패했던 것이다. 작은 종양적인 것을 생겨도 악성인 것은 만들 수 없었던 것이다. 그러나 그는 신념을 가지고 계속해서 마침내 이 발견에 도달했다. 또한 그가 성공한 원인으로는 모델 생물로 토끼를 선택한 점도 들 수 있다. 실험용 쥐에서는 같은 방법으로의 암 발생률은 극히 낮은 것으로 알려져 있다. 야마기타는 나중에 암 면역에 관한 연구로 방향을 전환했지만 큰 성과를 거두지 못했다.

## 인식
야마기와는 7차례(1925년, 1926년, 1928년에는 각각 1차례, 사후인 1936년에는 4차례)에 걸쳐 노벨 생리학·의학상 후보로 거론되었으나 끝내 수상하지 못했다. 특히 1926년에는 덴마크의 의학자인 요하네스 피비게르가 유두종성 위종양을 유발하는 선충이라고 주장한 스파이롭테라 칼시노마(Spiroptera carcinoma)를 발견한 공로를 인정받아 노벨 생리학·의학상을 수상했는데 피비게르의 이러한 '발견'은 얼마 지나지 않아 다른 과학자들에 의해 불신을 받았다.
야마기와 가쓰사부로는 1928년에 토끼의 귀 안쪽 표면에 콜타르를 칠하여 편평상피세포암을 성공적으로 유도했다. 야마기와의 암 연구는 이러한 연구 라인의 주요 근거가 되었다. 이 때문에 일부 사람들은 특히 야마기와가 노벨상을 받지 못했기 때문에 피비게르의 노벨상 수상은 잘못된 것이라고 지적했다.
1966년에는 노벨 위원회 위원으로 활동했던 스웨덴의 의사인 폴케 헨셴이 일본 도쿄에서 가진 강연회에서 "저는 노벨 생리학·의학상을 야마기와 가쓰사부로에게 추서하는 것을 요구했습니다. 야마기와가 노벨상을 수상하지 않은 사실은 일본 국민 여러분에게 미안한 일입니다."라고 말했지만 성사되지는 않았다.